# Меммо, Андреа
Андреа Меммо (итал. Andrea Memmo; 29 марта 1729, Венеция, Венецианская республика — 27 января 1793, там же) — венецианский писатель
, политик и дипломат.

## Биография
Принадлежал к одной из двенадцати самых известных семей венецианского патрициата. Его дядя, готовивший его к политической карьере, позаботился об обучении Андреа. С юных лет он посещал самые престижные культурные мероприятия, встречаясь с такими личностями, как Апостоло Дзено, Гаспаро Гоцци, Шипионе Маффеи, Джованни-Ринальдо Карли и др.
Служил послом Венецианской республики в Риме и Константинополе, был сенатором и прокурором в 1785 году. Пытался быть избранным дожем после смерти Паоло Реньера в феврале 1789 г., однако потерпел поражение.
Вместе со своими братьями Бернардо и Лоренцо увлекался новыми идеями как в искусстве, так и в политике. Поддержал реформу театра Карло Гольдони, который в 1750 году посвятил ему пьесу «Человек мира» (L’uomo di mondo). Был большим другом Джакомо Казановы даже во время его заключения в тюрьму и бегства.
Поддерживал связи с Джозефом Смитом, британским консулом в Венеции, антикваром, коллекционером произведений искусства и меценатом, который открыл ему свою богатую библиотеку и коллекцию, а также познакомил его с архитектором Антонио Визентини.
Его наставник, монах-францисканец Карло Лодоли, внушил ему свою страсть к архитектуре. Меммо собрал мысли последнего в работе, опубликованной спустя годы после смерти последнего (1761).
Обширная переписка молодого Меммо с его возлюбленной Джустинианой Уинн сохранилась и является ценным документом эпохи. Также он долгое время состоял в связи с Контариной Барбариго, наследницей одного из знатнейших родов Венеции.
В 1775 году вместе с архитектором Доменико Черато руководил обустройством площади Прато-делла-Валле в Падуе, которую он полностью перестроил. Для этого она была полностью осушена, прорыт канал, и центральная часть площади превратилась в остров, получивший имя Меммия по его имени. Там же была установлена его статуя.
После смерти от гангрены правой ноги был похоронен в церкви Санта-Мария-деи-Серви. Когда эта церковь была снесена по ветхости, останки Андреа Меммо были перенесены в церковь Сан-Маркуола, недалеко от семейного дворца.

## Избранные публикации
- Elementi di architettura Lodoliana, ossia l’arte di fabbricare con solidità scientifica e con eleganza non capricciosa Rome, 1786
- Apologhi, immaginati, e sol. estemporaneamente in voce esposti agli amici suoi dal fu Frà Carlo de' Conti Lodoli, 1787
- La luna di agosto. Apologo postumo del P.Lodoli, 1787